# ويليام دوسن (سياسي)
ويليام دوسن (بالإنجليزية: William Dawson)‏ هو سياسي نيوزلندي، ولد في يناير 1852 بأبردين في المملكة المتحدة. حزبياً، نشط في الحزب الليبيرالي النيوزيلندي. وقد انتخب عضو مجلس النواب نيوزيلندا.